# Derek Thomas (homme politique)
Pour les articles homonymes, voir Derek Thomas.
Derek Gordon Thomas (né le 20 juillet 1972) est un homme politique britannique et ancien promoteur immobilier qui est député de St Ives de 2015 à 2024. Il est membre du Parti conservateur.

## Jeunesse et carrière
Thomas est né en Cornouailles de parents missionnaires évangéliques. Il grandit en West Cornwall et effectue un apprentissage traditionnel de Cornish Mason. Il étudie dans le sud de Londres, puis retourne en West Cornwall pour devenir directeur du développement pour Mustard Seed, une organisation bénévole à Helston qui aide à répondre aux besoins des adultes ayant des troubles d'apprentissage. Il lance ensuite sa propre petite entreprise de construction en tant que promoteur immobilier.

## Carrière politique
Thomas est élu pour la première fois comme candidat du Parti conservateur lors d'une élection partielle en novembre 2005 pour le quartier Penzance Central au conseil de district de Penwith. Il bat de justesse le candidat libéral démocrate et s'est par la suite opposé à la création d'un conseil unitaire de Cornouailles. En mai 2009, il ne s'est pas présenté pour le nouveau quartier Penzance Central au Conseil de Cornouailles fusionné et le siège est remporté de justesse par le candidat libéral démocrate.
Il se présente en vain pour le siège parlementaire de St Ives pour le Parti conservateur aux élections générales de 2010, arrivant 1 719 voix derrière le député libéral-démocrate Andrew George. Cependant, aux élections générales suivantes en mai 2015, il remporte le siège.
Thomas est réélu de St Ives aux élections générales de 2017, sa campagne comprenant une visite du secrétaire d'État à l'environnement, à l'alimentation et aux affaires rurales Andrea Leadsom à son bureau de Penzance. Il est réélu avec une part de voix accrue, mais une majorité diminuée de 312 voix.
En juin 2019, Thomas soutient la création d'une zone de conservation marine à l'ouest de Land's End, qualifiant cette décision de «grand pas en avant».
À la Chambre des communes, il siège au comité de vérification environnementale et au comité spécial du travail et des pensions, après avoir siégé au comité spécial de la santé et des soins sociaux et aux comités spéciaux des sciences et de la technologie ,.
En 2019, il est réélu au Parlement, portant sa majorité de 312 à 4284 voix. Il est battu en 2024.

## Vie privée
Derek Thomas vit à Londres et dans le village de St Buryan avec sa femme Tamsin et leurs trois jeunes enfants,.